# Messing-Maulbrüter
Der Messing-Maulbrüter (Pseudocrenilabrus philander, Synonym: Haplochromis philander (von lateinisch philos „Freund“, und griechisch andros „Mensch“)) ist ein afrikanischer Buntbarsch, der weitverbreitet im südlichen Afrika vom Oranje und dem südlichen KwaZulu-Natal nordwärts bis zum südlichen Kongobecken und zum Malawisee vorkommt.

## Merkmale
Männliche Messing-Maulbrüter werden maximal 13 cm lang, Weibchen bleiben etwas kleiner. Er ähnelt dem Kleinen Maulbrüter (P. multicolor) ist aber hochrückiger und wird größer. Der Körper ist überwiegend goldig glänzend, bronze- oder kupferfarben. Kehle und Bauch der Männchen sind normalerweise zart bis kräftig rötlich. Die Unterlippe ist blau. Der Nacken und der untere hintere Körperbereich sind oft bläulich. Ein undeutliche Streifenzeichnung an den Körperseiten kann mehr oder weniger gut sichtbar sein oder fehlen. Die Rückenflosse ist im Allgemeinen dunkel, oft auch mit rötlichen oder blauen Bändern. Die weichstrahligen Bereiche von Rücken- und Afterflosse sind blau gepunktet, ebenso die transparente, abgerundete Schwanzflosse. Die verschiedenen Unterarten und lokalen Populationen können jedoch auch davon abweichende Farbmuster aufweisen. Die Form aus dem namibischen Otjikotosee ist z. B. mehr bläulich, Exemplare aus der Gegend von Beira (Mosambik) mehr gelblich. Beide werden nur 8 cm lang.
- Flossenformel: Dorsale (XIII)-XIV/9–11, Anale III/8–10.
- Schuppenformel: mLR 26–28.

## Lebensweise
Der Messing-Maulbrüter kommt in einer Vielzahl von Habitaten vor, von fließenden Gewässern, über Seen, auch in sehr isolierten, wie im Otjikotosee in Namibia, und besiedelt vor allem mit Pflanzen bewachsene Zonen. Er ernährt sich von Insekten, kleinen Krebstieren und kleinen Fischen bzw. deren Brut.
Er vermehrt sich vom frühen Frühling bis zum Spätsommer. Zur Laichzeit sind die Männchen revierbildend und legen eine flache Grube in den Gewässerboden an, in die die Partner ablaichen. Die bis zu 100 Eier werden anschließend vom Weibchen ins Maul genommen.

## Unterarten
Es werden drei Unterarten unterschieden, die ihrerseits in insgesamt 10 bis 15 lokalen Populationen unterteilt werden können:
- Pseudocrenilabrus philander dispersus (Trewavas, 1936), Otjikotosee in Namibia.
- Pseudocrenilabrus philander luebberti (Hilgendorf, 1902), Umgebung von Otavi in Namibia.
- Pseudocrenilabrus philander philander (Weber, 1897), südöstliches Afrika.

Die Zuordnung zu den Unterarten gilt als schwierig. Unklar ist, ob sie oder einige der lokalen Populationen als eigenständige Arten angesehen werden müssen.